# Saidia
Saidia (arabsky: السعيدية) je pobřežní město v severovýchodním Maroku, nacházející se v provincii Berkane v přilehlé metropolitní oblasti samotného Berkane. Leží podél Středozemního moře na severu nedaleko hranic s Alžírskem na východě. Jeho 14 km dlouhé pobřeží patří mezi nejdelší pláže v Maroku a vyznačuje se zlatým pískem a středomořským klimatem, což činí z tohoto místa oblíbenou mezinárodní turistickou destinaci. Město hostí mnoho letovisek a atrakcí, včetně soukromých plážových letovisek, nákupních center, golfových hřišť a dalších sportovních zařízení.
Přístav Saidia se rozkládá na ploše 290 000 metrů čtverečních, má 740 kotvišť a moderní vybavení. Každý rok v srpnu láká turisty svým tradičním festivalem lidové hudby. Je obklopen přírodní ptačí rezervací močálů a lesů s názvem Moulouya National Park. Přístup na hlavní pláž vede přes eukalyptový les.

## Dějiny

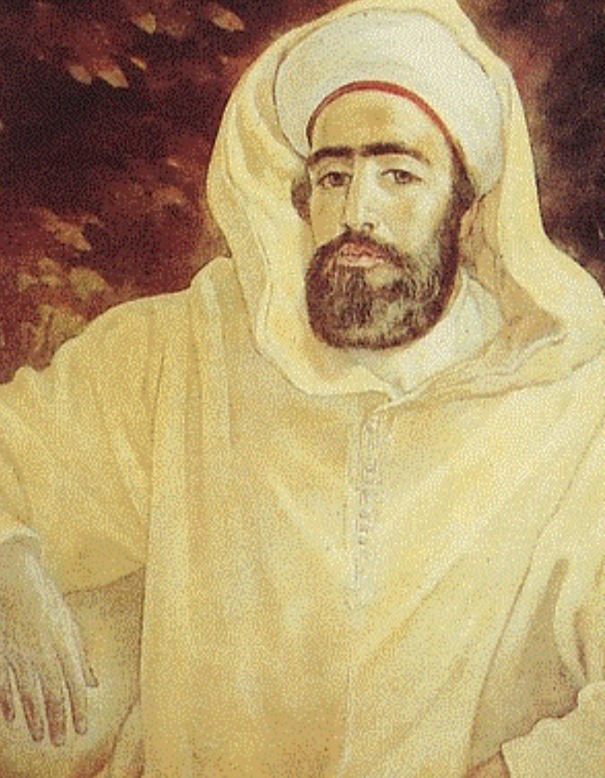
Marocký sultán Hassan I.

Jádro Saidia pochází z roku 1883 a bylo vytvořeno pod vedením marockého sultána Hassana I. Ten na levém břehu ústí řeky Kiss postavil kasbah (pevnost) o rozloze 15 600 metrů čtverečních. Jeho hlavním účelem bylo sledovat a regulovat pohyb lidí do a z Alžírska, které tehdy bylo pod francouzskou suverenitou. Po tom, co se Maroko stalo v roce 1913 francouzským protektorátem, se Saidia stala oblíbenou destinací mezi francouzskými osadníky a proměnila se v letovisko. Po dosažení marocké nezávislosti roku 1956 i nadále Saidia přitahovala návštěvníky a stala se jednou z nejoblíbenějších turistických atrakcí v zemi.

## Ekonomika
Až do první poloviny 20. století žili obyvatelé obce převážně z rybolovu a částečně zemědělství, což z nich činilo soběstačnými. Od 80. let 20. století se plážový a přímořský turismus stal klíčovým zdrojem příjmů pro město. V roce 2007 byl slavnostně otevřen přístav, což přispělo k dalšímu rozvoji regionu.